# Stefanie Vögele
Stefanie Vögele (nascida em 10 de março de 1990) é uma ex-tenista profissional suíça. Chegou ao melhor ranking de simples em 11 de novembro de 2013, no 42º posto. Em duplas, a melhor pontuação foi a de 100ª, em 5 de janeiro de 2015. Possui treze títulos no circuito ITF (8 de simples e 5 de duplas). Nunca chegou a conquistar eventos WTA, mas chegou a duas finais (Acapulco, 2018, simples; Bogotá 2012; duplas).
Ao longo da carreira, derrotou as jogadoras top 10 Sloane Stephens e Caroline Wozniacki.
Anunciou aposentadoria em novembro de 2022. O último jogo ocorreu em setembro do mesmo ano, no ITF italiano de Santa Margherita di Pula.

## Finais

### Circuito WTA

#### Duplas: 1 (1 vice)
| Legenda                                      |
| -------------------------------------------- |
| Grand Slam (0–0)                             |
| WTA Tour (0–0)                               |
| Tier I / Premier Mandatory & Premier 5 (0–0) |
| Tier II / Premier (0–0)                      |
| Tier III, IV & V / International (0–1)       |

| Posição | N. | Data              | Torneio                                         | Piso   | Parceira      | Oponentes                      | Placar   |
| ------- | -- | ----------------- | ----------------------------------------------- | ------ | ------------- | ------------------------------ | -------- |
| Vice    | 1. | 18 Fevereiro 2012 | Copa Sony Ericsson Colsanitas, Bogotá, Colômbia | Saibro | Mandy Minella | Eva Birnerová Alexandra Panova | 2–6, 2–6 |